# Storia lausiaca
La Storia lausiaca è la più importante opera di Palladio di Galazia, che quando era vescovo di Elenopoli in Bitinia, si recò a Roma nel 405 e prese le difese di Giovanni Crisostomo. Fu discepolo di Evagrio Pontico di cui fu grande influenzatore. La storia, dedicata al funzionario bizantino Lauso, racconta i primi tempi del monachesimo in Egitto, prendendo come punto di riferimento la vita di Antonio abate. Non è una storia organica del monachesimo, ma una selezione di biografie di monaci o gruppi proposti come esempi di ascesi e di vita da custodire e trasmettere. Essa deriva da conoscenza diretta, dalla tradizione orale dei monaci del deserto e in altra parte da fonti scritte.
Il testo è giunto fino a noi in diverse versioni o recensioni. La versione corta, trasmessa da una famiglia di manoscritti chiamata «G» nell'edizione di riferimento, sarebbe la più vicina al testo originale, andato perduto. Questa recensione è quella tradotta in latino nel VI secolo da Pascasio di Dume, discepolo di Martino di Bracara.
Un'altra famiglia di manoscritti greci, chiamata «recensione B» da Butler, presenta un testo in alcuni punti più sviluppato, sovente in senso retorico. Questa edizione era quella conosciuta prima dell'edizione critica di Butler, e pubblicata nella Patrologia greca, 34, 995-1260, secondo Fronton du Duc nel XVII secolo, e oggi attribuita a Eraclide di Nissa.
Tra le altre recensioni, ne esiste una lunga attestata da frammenti in greco, e una versione, anch'essa frammentaria, in copto, in uso nel periodo di Quaresima nei monasteri copti.